# Elke Winkens
Elke Winkens née le 25 mars 1970 est actrice autrichienne et allemande, ayant joué dans la série Rex, chien flic dans le rôle de Niki Herzog.
À noter : elle a fait une apparition en guest star dans l'épisode 1 de la saison 7.

## Filmographie
- 2001 Rex, chien flic - 1 épisode (saison 7) : Inès Schneider[1].
- 2002-2004 : Rex, chien flic - 31 épisodes (saison 8-10) : Niki Herzog.

2003 Les venus de George Pink : Maresa
2004 Qui est venu ? De Fabrizio Sabatucci : Mein Kampf 
2005 Est-ce Engel ? de Fabrizio Sabatucci : Laszlo 
2005 Charger,Charger,Charger de Marchi Wolfgang : Teresa Harder. 2006Chanson de Patrick Préjean : Helga 
2006 Kempinsky de Will Tracy : Liz Konrad 
2007 Soit à l'origine de Lim Baci : Elisa Donati